# Супердрузья (мультсериал, 1973)
Супердрузья (англ. Super Friends) — американский мультсериал 1973 года, адаптация серии комиксов о Лиге Справедливости (команде супергероев вселенной DC). Выпущен компанией Hanna-Barbera.

## Главные герои
"Супердрузья" впервые вышли в эфир на ABC 8 сентября 1973 года, с участием известных персонажей DC Супермен, Бэтмен, Робин, Чудо-женщина и Аквамен. Супермен, Бэтмен и Аквамен ранее уже появлялись в своих собственных мультсериалах, созданных Filmation, и актёры озвучивания из предыдущих программ были привлечены для работы над новым шоу. Незадолго до разработки Супердрузей Супермен и Чудо-женщина появились в двух эпизодах The Brady Kids, а Бэтмен и Робин появились в двух эпизодах «Новые Дела Скуби-Ду».,
В дополнение к супергероям, было введено трое помощников, каждый из которых был создан специально для шоу: Венди Харрис (озвученная Шерри Альберони), Марвин Уайт (озвученный Фрэнком Уэлкером) и Чудо Пёс, ни у кого из них не было особых способностей (кроме необъяснимой способности Чудо Пса рассуждать и говорить). Венди и Марвин были изображены как детективы и супергерои на тренировках.

## Формат и формула эпизодов
Каждый эпизод начинался с того, что герои реагировали на чрезвычайную ситуацию, обнаруженную огромным компьютером TroubAlert, который находился в Зале правосудия, который служил штаб-квартирой команды. Полковник Уилкокс, чиновник армии США, был постоянным персонажем, который работал в качестве правительственного представителя Супердрузей во время чрезвычайных ситуаций.
Такие конфликты часто разрешаются с помощью героев, убеждающих антагонистов прибегнуть к более разумным методам достижения своих целей. Часто демонстрировались природные катастрофы, вызванные деятельностью человека (или инопланетян), и экологическая тематика занимала важное место в программе...

## В ролях
- Шерри Альберони — Венди, Полли Лин (в «Фантастических фрипсах»), покровитель музея (в «Планете-Сплиттере»)
- Норман Олден — Аквамен, Зелёная Стрела (в «Гигантском лохе Гулливера»), Пластик (в «Гиек профессора Гудфеллоу»), Астронавт (в «Гигантском лохе Гулливера»), Пилот (в «Гигантском лохе Гулливера»), Страж (в «Планета-Разветвитель»), Джо (в «Сильном пирате»), Король Пласто (в «Фантастических фрипсах»)
- Дэнни Дарк — Супермен, Супермен Андроид (в «Андроиде»), Train Trainer (в «The Power Pirate»), Динамик (в «The Power Pirate»)
- Шеннон Фарнон — Чудо-женщина, Марта Кент (в «Разделителе Планет»), Лара (в «Разделителе Планет»), Миссис Колдуоладер (в «Разделителе Планет»), Женщина (в «Загадке перегородок»)
- Кейси Касем — Робин, Джор-Эл (в «Разделителе Планет»), профессор Гудфеллоу (в «GEEC профессора Гудфеллоу»), полковник (в «GEEC профессора Гудфеллоу»), профессор фон Ноалот (в «Слишком жарко, чтобы обращаться»), Твисти (в «Людях с воздушными шарами»), Майк Роузоп (в «Фантастических фриперсах»), Мак М (в «Угрозе белого гнома»), доктор Хирам Гулливер (в «Гигантской глупости Гулливера»), Pvt , Смит (в «Гигантском обмане Гулливера»), Уилбур (в «Разделителе планет»), Страж (в «Разделителе планет»), Молодой пришелец (в «Водяне»), Джек (в «Пирате власти»)), Репортёр телевизионных новостей (в «Пирате власти»), профессор Баффлз / мистер Мерген (в «Головоломке дефлекторов»)
- Тед Найт — Рассказчик, Флэш (в «Слишком жарком, чтобы справиться»), Мощный пират / Антро (в «Силовом пирате»), Капитан (в «Силовом пирате»), Колбар (в «Слишком жарко, чтобы справится») Мистер Сингх (в «Слишком жарко, чтобы справится»)
- Олан Соул — Бэтмен, Джонатан Кент (в «Разделителе планет»), Дейв (в «Силовом пирате»), Первый помощник (в «Силовом пирате»), Фермер (в «Слишком жарко, чтобы справится»), Человек (в «Слишком жарко, чтобы справится»)
- Джон Стивенсон — полковник Уилкокс, сэр Седрик Седрик (в «Силовом пирате»), Чужой (в «Силовом пирате»), мистер Хаггинс (в «GEEC профессора Гудфеллоу»), Грюнк (в «Людях с воздушными шарами»), Король Пласто (в «Фантастических фрипсах»), начальник службы безопасности (в «Загадке перегородок»), Люпис (в «Слишком жарко, чтобы справится»)
- Фрэнк Уэлкер — Марвин, Wonder Dog, мистер Дарби (в «The Baffles Puzzles»), Android Wonder Dog (в «Андроидах»), мистер Хаггинс (в «GEEC профессора Гудфеллоу»), Loco (в «Андроидах»)), Стиро (в «Фантастических фрипсах»), Существо (в «Таинственных родинках»), Игорь (в «Гигантском обмане Гулливера»), Холо (в «Водяных»), Билл (в «Силовом пирате»)